# 秦泗钊
秦泗钊（英語：S. Joe Qin，1963年8月—），山东日照人，中国自动控制专家，現任韋基球數據科學講座教授及嶺南大學校长。

## 生平
秦教授曾歷任多項要職：
1992年至1995年，出任艾默生制程管理公司首席工程师。
1995年至2007年，加入德克萨斯大学奥斯汀分校，先後出任助理教授、副教授、教授，并获委任为Paul D. and Betty Robertson Meek及American Petrofina Foundation百周年纪念化学工程学教授。
2007年至2019年，受聘於美国南加州大学，出任Viterbi工程学院的Fluor教授。休假三年期間，於香港中文大学(深圳)担任副校长及校长讲座教授等要职。
2020年1月，秦教授移居香港，出任香港城市大学数据科学学院创院院长，兼任数据科学讲座教授，任期至2023年6月。

## 學歷
秦教授學問淵博，跨越多個學術及專業領域。他先後於1984年和1987年在清华大学自动控制系获得学士和硕士学位。其後進一步於清華大學修讀自動化哲學博士課程。他後來在1989年間赴美深造，在馬里蘭大學學院市分校攻讀，並於1992年6月取得化學工程博士學位 。

## 奖项和荣誉
秦教授在科研方面亦曾獲取多個獎項：
- 於2000年以半导体制造过程监控和优化方面的业绩获美国国家科学基金成就奖（NSF CAREER Award）
- 於2003年获中国国家自然科学基金海外杰出青年奖
- 於2005年在预测控制方面获国际自动控制联合会（IFAC）《控制工程实践》期刊最佳论文奖
- 於2011年Viterbi工程学院Northrop Grumman最佳教学奖
- 於2022年荣获AIChE计算与系统技术学部（CAST）计算与化学工程奖，并于同年获颁IEEE控制系统学会技术转化奖──迄今为止，他是大中华区首位、也是唯一一位能同时获得这两个奖项的学者
- 美国国家科学基金会CAREER奖[9]
- DuPont青年教授奖
- Halliburton/Brown & Root优秀青年学者奖
- 中国国家自然科学基金委员会杰出青年研究家奖
- 為国家教育部长江讲座教授
- 凭借刊于《控制工程实践》的模型预测控制论文而获得的IFAC最佳论文奖

### 院士及會士
秦教授獲授以下學會及研究學院的院士及會士榮銜：
- 於2006年至2009年为清华大学自动化系长江讲座教授
- 於2011年获国际电气电子工程师学会（IEEE）會士
- 於2013年获国际自动控制联合会（IFAC）院士──因其凭借对数据驱动的过程监控和诊断以及模型预测控制统一化方面的重要贡献而被当选，目前是广东省唯一的一位。
- 欧洲文理科学院 (EASA) 院士
- 香港工程科学院 (HKAES) 院士[10]
- 美国国家发明家科学院院士[11]
- 美国化学工程学会(AIChE)会士

## 社会兼职
- 1999年至2005年，国际自动控制联合会 (IFAC) 《Control Engineering Practice》期刊学科主编
- 1999年至今，《Journal of Chemometrics》（化学计量学期刊）编委
- 2000年至2014年，东北大学流程工业综合自动化国家重点实验室 特聘教授，国家千人计划教授
- 2000年至2007年，AIChE 《世界化学工程系目录》 编辑
- 2003年至2006年，AIChE CAST Division 理事
- 2005年至2015年，国际自动控制联合会（IFAC）《Journal of Process Control》官方期刊副主编
- 2006年至2010年，清华大学“长江学者”讲座教授
- 2013年至今，IEEE《Control Systems Magazine》 副主编
- 2016年至今，国际自动控制联合会（IFAC）《Journal of Process Control》期刊学科主编

## 学术贡献
秦泗釗的著作甚豐，发表超过470篇国际期刊论文、书籍章节、会议论文，以及在全体会议、受邀会议发表的演讲文稿。他研究興趣廣泛，涵蓋多個前沿領域，當中包括數據科學與分析、機器學習、過程監控、模型預測控制、系統識別、智慧製造、智慧城市及健康預測性維護 。

### 成就
- 拥有12项美国专利的发明
- 共指导过40多名哲学博士生，其中32名门下生成功毕业，取得博士学位
- 曾为业界或在技术会议上主持超过120场受邀研讨会、26个短期课程或工作坊
- 於Web of Science、SCOPUS和Google学术搜寻的h指数分别为69、76、88[12]
- 於Google學術搜尋上被引用超過40,000次
- 曾任《过程控制期刊》的高级编辑[13]、《控制工程实践》编辑、《化学计量学期刊》编辑委员，以及数本国际期刊的副编辑
- 曾任第10届IFAC化学过程先进控制研讨会(ADCHEM 2018)的主办国组委会主席